# О’Нил, Уна
Уна О’Нил, леди Чаплин (англ. Oona O'Neill, Lady Chaplin; 14 мая 1925, Уорик, Бермудские Острова — 27 сентября 1991, Корсье-сюр-Веве, Швейцария) — американская актриса, дочь писателей Юджина О’Нила и Агнес Боултон; жена режиссёра и актёра Чарльза Чаплина.

## Биография
Родилась на Бермудских островах. Отец Уны оставил семью, когда ей было два года, после чего Уна редко видела его. Её детство прошло на Манхэттене и в усадьбе семейства Боултон в Пойнт-Плезанте (штат Нью-Джерси).
В 17 лет начала актёрскую карьеру. В этот период за Уной О’Нил недолгое время ухаживали карикатурист Питер Арно, режиссёр и актёр Орсон Уэллс и особенно писатель Дж. Д. Сэлинджер.
Однако вскоре она познакомилась с Чарльзом Чаплином, за которого и вышла замуж 16 июня 1943 года несмотря на 36-летнюю разницу в возрасте. После брака с Чаплином отец Уны прекратил с ней всякие контакты. Брак с Чаплином продлился 35 лет, до самой смерти режиссёра.
Уна Чаплин, по воспоминаниям своего мужа, была образцом преданной жены и оказывала поддержку в самых трудных для Чаплина периодах жизни, проявляя решительность и упорство. Карьеру актрисы Уна бросила, целиком посвятив себя семье.
В 1952 году, в период маккартизма, Чаплин подвергся травле «жёлтой прессы» и преследованиям со стороны властей США за его, как утверждалось, «антиамериканскую деятельность и симпатии к коммунистам». Находясь в Великобритании на премьере своего фильма «Огни рампы», он узнал, что возвращение домой ему запрещено. Уна Чаплин совершила поездку в США, собрала и вывезла в Швейцарию, где теперь обосновалась семья, все доступные средства и имущество Чаплина. Вскоре после возвращения в Европу Уна Чаплин отказалась от американского гражданства.
Все последующие годы Чаплины провели в швейцарском городе Веве.
У четы Чаплин родилось восемь детей: Джеральдина (31 июля 1944), актриса и жена испанского кинорежиссёра Карлоса Сауры; Майкл (7 марта 1946); Джозефина (28 марта 1949); Виктория (19 мая 1951); Юджин Энтони (23 августа 1953); Джейн (23 мая 1957); Аннет (3 декабря 1959) и Кристофер (6 июля 1962).
В марте 1975 года Чаплин был посвящён в рыцари, и его жена стала Уной, леди Чаплин.
После смерти мужа в 1977 году Уна Чаплин попыталась устроиться в Нью-Йорке, но вскоре вернулась в Швейцарию.
В 1991 году О’Нил скончалась от рака поджелудочной железы.

## Фильмография
- 1952 — Огни рампы — Терри Эмброуз (в одном эпизоде, снятом на общем плане)
- 1981 — Ломаный английский[англ.] — мать Сары